# Эддерли, Насир
Насир Аллан Эддерли (англ. Nasir Allan Adderley, 31 мая 1997, Филадельфия, Пенсильвания) — профессиональный американский футболист, выступающий на позиции сэйфти в клубе НФЛ «Лос-Анджелес Чарджерс».

## Биография
Насир Эддерли родился 31 мая 1997 года в Филадельфии. В детстве значительное влияние на него оказали дед, Нельсон Эддерли, в прошлом профессиональный футболист, игравший в Канадской футбольной лиге, и его кузен Херб, трёхкратный победитель Супербоула, член Зала славы профессионального футбола. После окончания школы Насир поступил в Делавэрский университет. 

### Любительская карьера
В колледже Эддерли с первого же сезона стал игроком основного состава и одним из лучших ди-бэков по числу сделанных захватов. В течение двух лет он выходил на поле на двух позициях, но с приходом на пост главного тренера Дэнни Рокко стал играть только сэйфти. Во второй половине студенческой карьеры Насир сделал девять перехватов, помог своей команде впервые с 2010 года выйти в плей-офф и по итогам последнего сезона получил приглашение на Сеньор Боул — матч звёзд выпускников колледжей.

#### Статистика выступлений в NCAA
| Сезон | Команда          | Игры | Захваты | Захваты | Захваты | Захваты | Захваты | Перехваты | Перехваты | Перехваты | Перехваты | Перехваты | Фамблы | Фамблы | Фамблы | Фамблы |
| Сезон | Команда          | Игры | Solo    | Ast     | Tot     | Loss    | Sk      | Int       | Yds       | Y/R       | TD        | PD        | FR     | Yds    | TD     | FF     |
| ----- | ---------------- | ---- | ------- | ------- | ------- | ------- | ------- | --------- | --------- | --------- | --------- | --------- | ------ | ------ | ------ | ------ |
| 2015  | Делавэр Блу Хенс | 11   | 37      | 14      | 51      | 2,0     | 0,0     | 0         | 0         | 0,0       | 0         | 8         | 0      | 0      | 0      | 0      |
| 2016  | Делавэр Блу Хенс | 11   | 38      | 11      | 49      | 2,0     | 0,0     | 2         | 22        | 11,0      | 1         | 6         | 0      | 0      | 0      | 1      |
| 2017  | Делавэр Блу Хенс | 11   | 42      | 36      | 78      | 4,0     | 0,5     | 5         | 135       | 27,0      | 0         | 8         | 1      | 0      | 0      | 2      |
| 2018  | Делавэр Блу Хенс | 12   | 48      | 39      | 87      | 1,5     | 0,0     | 4         | 1         | 0,3       | 0         | 11        | 1      | 0      | 0      | 1      |
| Всего | Всего            | 45   | 165     | 100     | 265     | 9,5     | 0,5     | 11        | 158       | 14,4      | 1         | 33        | 2      | 0      | 0      | 4      |

### Профессиональная карьера
Перед выходом на драфт 2019 года Эддерли считался лучшим на позиции сэйфти. Отмечалось, что он способен действовать по всей ширине поля, хорошо работает по мячу, атлетичен, не боится жёстких стыков с оппонентом. Главным недостатком считалось выступление за не самую сильную программу студенческого футбола и низкий уровень её соперников, а также чрезмерная агрессивность в некоторых игровых моментах. 
Во втором раунде драфта под общим 60 номером его выбрал клуб «Лос-Анджелес Чарджерс». Контракт с командой он подписал в июне 2019 года. В первом сезоне в НФЛ Эддерли провёл всего четыре игры, выходя в основном в составе специальных команд. В качестве защитника он сыграл только десять снэпов. В октябре он получил травму подколенного сухожилия и значительную часть сезона провёл в списке травмированных.

#### Статистика выступлений в НФЛ

##### Регулярный чемпионат
| Сезон | Команда               | Игры | Захваты | Захваты | Захваты | Захваты | Захваты | Перехваты | Перехваты | Перехваты | Перехваты | Перехваты | Фамблы | Фамблы | Фамблы | Фамблы |
| Сезон | Команда               | Игры | Solo    | Ast     | Tot     | Loss    | Sk      | Int       | Yds       | Y/R       | TD        | PD        | FR     | Yds    | TD     | FF     |
| ----- | --------------------- | ---- | ------- | ------- | ------- | ------- | ------- | --------- | --------- | --------- | --------- | --------- | ------ | ------ | ------ | ------ |
| 2019  | Лос-Анджелес Чарджерс | 4    | 2       | 0       | 2       | 0       | 0,0     | 0         | 0         | 0,0       | 0         | 0         | 0      | 0      | 0      | 0      |
| Всего | Всего                 | 4    | 2       | 0       | 2       | 0       | 0,0     | 0         | 0         | 0,0       | 0         | 0         | 0      | 0      | 0      | 0      |